# Alma Seidler
Alma Seidler (* 8. Juni 1899 in Leoben, Steiermark, Österreich-Ungarn; † 8. Dezember 1977 in Wien) war eine österreichische Film- und Theaterschauspielerin.

## Leben und Wirken
Die Tochter des 1916 geadelten Professors und k.k.- Ministerpräsidenten Ernst Seidler von Feuchtenegg gehörte ab 1918 zum Ensemble des Burgtheaters in Wien. Bis zu ihrem Tod spielte sie hier in zahlreichen Haupt- und Nebenrollen.
Sie war zum Beispiel 1927 das Käthchen von Heilbronn und 1935 die Hannele in Gerhart Hauptmanns Hanneles Himmelfahrt, 1938 Suzanne in Der tolle Tag oder Figaros Hochzeit. Sie stand 1944 in der Gottbegnadeten-Liste des Reichsministeriums für Volksaufklärung und Propaganda.
Nach Kriegsende war sie 1947 Lenore in Torquato Tasso, 1963 Mathilde von Zahnd in Die Physiker und wirkte noch 1975 in der Luca-Ronconi-Inszenierung der Vögel mit. Außerhalb des Burgtheaters war sie sehr selten tätig, vor allem bei den Salzburger Festspielen.

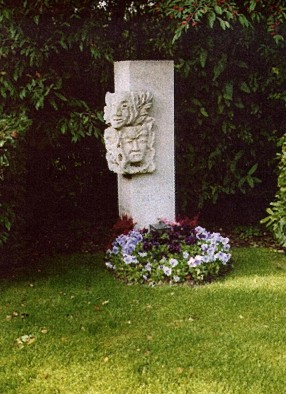
Grabstätte von Alma Seidler und Karl Eidlitz

Nach 1945 trat Seidler, die bis dahin fast ausschließlich als Theaterschauspielerin gearbeitet hatte, ziemlich oft in Spielfilmen auf. Dort stellte sie in Nebenrollen meist vornehme, würdevolle Frauen dar. In der theaterhaften Filmversion von Der Alpenkönig und der Menschenfeind war sie an der Seite des Rappelkopf verkörpernden Attila Hörbiger als dessen schwer leidende Ehefrau Antonie im Jahr 1965 zum letzten Mal in einem Spielfilm zu sehen.
Die Kammerschauspielerin Alma Seidler erhielt 1959 die Josef-Kainz-Medaille für die Darstellung der Mrs. Dowey in J. M. Barries Bühnenstück Die Medaillen einer alten Dame. Werner Krauß, der 1959 verstorbene Träger des Iffland-Ringes, hätte nach Aussage seiner Witwe den Ring Alma Seidler hinterlassen, wäre nicht durch die Tradition eine Frau von vornherein ausgeschlossen gewesen. 1960 wurde sie Ehrenmitglied des Burgtheaters.
Ihr Ehemann war der Regisseur Karl Eidlitz (1894–1981), ihr Sohn der Journalist Johannes Eidlitz (1920–2000). Alma Seidler starb am 8. Dezember 1978 im Alter von 78 Jahren in Wien. Ihre Ehrengrabstätte befindet sich auf dem Wiener Zentralfriedhof (Gruppe 32C, Nummer 47).

## Posthume Ehrungen
Nach ihrem Tod wurde 1978 der Alma-Seidler-Ring als Auszeichnung für die bedeutendste Bühnenkünstlerin des deutschen Sprachraums gestiftet.
Die Benennung der Alma Seidler-Straße im Leobener Stadtteil Göß erfolgte mit Gemeinderatsbeschluss vom 14. November 1996, in Wien-Liesing (23. Bezirk) wurde 2000 der Alma-Seidler-Weg nach ihr benannt.

## Filmografie
- 1919: „Brand“ oder auch als „Der Feuertod“ bekannt, von Franz Ferdinand
- 1945: Wo ist Herr Belling? (unvollendet)
- 1948: Arlberg-Express
- 1948: Der Engel mit der Posaune
- 1949: Vagabunden
- 1949: Bergwasser (Weißes Gold)
- 1950: Das vierte Gebot
- 1950: Cordula
- 1950: Der Seelenbräu
- 1951: Der fidele Bauer
- 1951: Frühlingsstimmen
- 1952: 1. April 2000
- 1953: Einmal keine Sorgen haben
- 1953: Franz Schubert – Ein Leben in zwei Sätzen
- 1954: Und der Himmel lacht dazu (Bruder Martin)
- 1954: Ewiger Walzer
- 1954: Wiener Herzen (Der Komödiant von Wien)
- 1955: Drei Männer im Schnee
- 1955: Reich mir die Hand, mein Leben
- 1957: Die unentschuldigte Stunde
- 1957: Die Heilige und ihr Narr
- 1957: Eva küßt nur Direktoren
- 1957: Skandal in Ischl
- 1957: Wien, du Stadt meiner Träume
- 1957: Die Lindenwirtin vom Donaustrand
- 1958: Hoch klingt der Radetzkymarsch
- 1958: Keine Zeit für schwache Stunden
- 1958: Frauensee
- 1958: Auferstehung
- 1958: Man müßte nochmal zwanzig sein
- 1959: Kora und die 7 Sünden
- 1960: Der brave Soldat Schwejk
- 1961: Die Abenteuer des Grafen Bobby
- 1961: Jedermann
- 1964: Rote Lippen soll man küssen (Die ganze Welt ist himmelblau)
- 1965: Der Alpenkönig und der Menschenfeind

## Fernsehen
- 1958: Ein gewisser Judas – Regie: Oskar Werner
- 1960: Das weite Land – Regie: Theodor Grädler und Ernst Lothar
- 1962: Egmont – Regie: Reinhart Spörri
- 1964: Ein Volksfeind – Regie: Erich Neuberg
- 1967: Ostwind – Redie: Kurt Meisel
- 1968: Des Meeres und der Liebe Wellen – Regie: Theodor Grädler
- 1969: Vanillikipferln – Regie: Wolfgang Liebeneiner
- 1970: Der Tag der Tauben – Regie: Walter Davy
- 1972: Das bin ich – Wiener Schicksale aus den 30er Jahren: Österreich zwischen Demokratie und Diktatur – Regie: Rudolf Nussgruber
- 1976: Der Raub der Sabinerinnen – Regie: Ernst Hausman
- 1977: Mich hätten Sie sehen sollen – Regie: Goerg Madeja und Helge Thoma
- 1977: Der Unverbesserliche – Regie: Jochen Bauer
- 1978: Der Spinnenmörder – Regie: Gerhard Klingenberg

## Hörspiele (Auswahl)
- 1968: Rolf Schneider: Zwielicht (Anna Sawacko) – Regie: Erich Schwanda (Original-Hörspiel – ORF)

## Auszeichnungen
- 8. Juni 1959 Ehrenmedaille der Bundeshauptstadt Wien
- 1959 Josef-Kainz-Medaille für die Darstellung der Mrs. Dowey in J. M. Barries Bühnenstück Die Medaillen einer alten Dame
- 1960 Ehrenmitglied des Burgtheaters
- 1978 Stiftung des Alma-Seidler-Ring als Auszeichnung für die bedeutendste Bühnenkünstlerin des deutschen Sprachraums